# Fibragallia biclava
Fibragallia biclava är en insektsart som beskrevs av Nielson 1999. Fibragallia biclava ingår i släktet Fibragallia och familjen dvärgstritar. Inga underarter finns listade i Catalogue of Life.